# Широкое (Раздельнянский район)
Широкое (укр. Широке) — село, относится к Степановскому ОТГ , Раздельнянскому району Одесской области Украины.
Население по переписи 2001 года составляло 100 человек. Почтовый индекс — 67404. Телефонный код — 4853. Занимает площадь 1.03 км² Код КОАТУУ — 5123986405.

## Местный совет
67412, Одесская обл., Раздельнянский р-н, с. Яковлевка